# Красный Дол (Мордовия)
Красный Дол — посёлок сельского типа Лямбирского района Республики Мордовия России. Входит в состав
Александровского сельского поселения.

## География
Находится в центре региона. Рядом с посёлком протекает река Инсар.
Имеет две улицы — Нижнюю и Верхнюю.

## Население
| 2002 | 2010 |
| ---- | ---- |
| 47   | ↘35  |

Национальный состав
Согласно результатам переписи 2002 года, в национальной структуре населения русские составляли 85 % из 47 жителей.

## Инфраструктура
Несколько десятков домов.

## Транспорт
Просёлочные дороги. Одна из них идёт по реке Инсар и далее в посёлок городского типа Большая Елховка, где находится железнодорожная станция Елоховка.